# Hodh Ech Chargui
Hodh Ech Chargui (även: Hodh Chargui, arabiska: ولاية الحوض الشرقي) är en region (wilaya) i östra Mauretanien. Huvudort är Néma. Den gränsar till Mali både i öster och söder. Regionen hade 625 643 invånare vid folkräkningen år 2023.
Hodh Ech Chargui är indelat i åtta departement (moughataa).
| Departement (moughataa) | Folkmängd (2023) | Kommuner |
| ----------------------- | ---------------- | --- |
| Amourj                  | 78 148           | - Amourj (9 604 invånare) - Oum Echeiche (22 910 invånare) - Bougadoum (16 099 invånare) - Djeigui (20 949 invånare) - Legdour (8 586 invånare) |
| Bassiknou               | 123 337          | - Bassiknou (21 252 invånare) - Elmegve (15 232 invånare) - Vassala (79 508 invånare) - Dhar (7 345 invånare) |
| Djigueni                | 91 605           | - Djigueni (22 101 invånare) - Elmabrouk (12 111 invånare) - Feirenni (14 526 invånare) - Beneamane (7 034 invånare) - Aeweinat Zbel (14 227 invånare) - Ghlig Ehel Boyya (8 928 invånare) - Ksar Elbarka (12 678 invånare)                                                             |
| Néma                    | 121 409          | - Néma (35 042 invånare) - Achemmim (3 298 invånare) - Jreif (6 031 invånare) - Bangou (13 673 invånare) - Hassi Etila (7 397 invånare) - Oum Avnadeche (25 059 invånare) - Elmabrouk (6 916 invånare) - Biribava (5 974 invånare) - Nwal (5 609 invånare) - Agweinit (12 410 invånare) |
| Oualata                 | 12 842           | - Oualata (4 782 invånare) - Nouawder (8 060 invånare) |
| Timbedra                | 112 796          | - Timbedra (34 244 invånare) - Touil (18 777 invånare) - Koumbi Saleh (15 084 invånare) - Bousteila (29 067 invånare) - Hassi Mhadi (15 624 invånare) |
| Nbeiket Lahwache        | 12 652           | - Nbeiket Lahwache (12 652 invånare) |
| Adel Bagrou             | 72 855           | - Adel Bagrou (37 048 invånare) - Elmesgoul Lebyadh (20 787 invånare) - Sivane (15 020 invånare) |